# Джеррі Паласіос
Джеррі Нельсон Паласіос Суасо (ісп. Jerry Nelson Palacios Suazo, 1 листопада 1981, Ла-Сейба, Гондурас) — гондураський футболіст, півзахисник клубу «Марафон» та національної збірної Гондурасу.

## Клубна кар'єра
Більшу частину футбольної кар'єри провів у найбільш титулованому клубі Гондурасу — «Олімпії» з Тегусігальпи. Захищав кольори цієї команди із декількома перервами протягом 2001—2008 років. Протягом цього періоду також встиг пограти ще у двох клубах внутрішньої першості на умовах оренди. 2008 року перейшов до іншого гондураського клубу, «Марафона», в якому швидко став одним з головних бомбардирів команди.
2010 року перебрався до Китаю, де грав за команди клубів «Ханчжоу Грінтаун» та «Хунань Біллоуз».
2011 року повернувся на батьківщину, продовжив виступи за клуб «Марафон».

## Виступи у збірних
У складі національної збірної Гондурасу дебютував 2 березня 2002 року, вийшовши на заміну у грі проти збірної США. З того часу потрапляв до складу збірної не дуже регулярно, до початку фінальної частини чемпіонату світу 2010 року мав в активі лише 12 матчів та 4 забитих голи у формі національної команди своєї країни. 
Був включений головним тренером гондурасців Рейнальдо Руедою до розширеного списку гравців для участі у світовій першості 2010 року. Втім, тренер вирішив не включати Паласіоса до фінальної заявки збірної для участі у цьому турнірі. Однак вже безпосередньо перед початком чемпіонату Джеррі Паласіос все ж таки отримав своє місце у цьому списку — гравець італійського «Торіно» Хуліо Сесар де Леон отримав травму, що не дозволяла йому зіграти на мундіалі, і його місце в заявці збірної Гондурасу було надане саме Паласіосу.
Потрапляння Джеррі Паласіоса до заявки команди для участі у світовій першості 2010 року дозволило збірній Гондурасу увійти в історію як першій збірній на чемпіонатах світу, до складу якої входило три рідних брати, адже окрім Джеррі до цієї заявки вже були включені його молодші брати Вілсон та Джонні.
Безпосередньо під час чемпіонату світу 2010 року Джеррі Паласіос відіграв у двох із трьох матчів його команди, виходивши на поле в іграх групового турніру проти збірних Іспанії та Швейцарії відповідно 21 та 25 червня 2010 року.